# Colom verdós ventreblanc
El colom verdós ventreblanc (Treron sieboldii) és una espècie d'ocell de la família dels colúmbids (Columbidae) que habita boscos del nord-oest de Tailàndia, Vietnam, est de Laos, Xina, Hainan, Taiwan i Japó.